# Csebarkul
Csebarkul (orosz nyelven: Чебаркуль) város Oroszország európai részén, a Cseljabinszki terület Csebarkuli járásának székhelye.
Lakossága: 42 844 fő (a 2010. évi népszámláláskor).

## Elhelyezkedése
A Déli-Urál előterében, az Ilmeni-hegyek keleti oldalán, a Csebarkul-tó partján helyezkedik el, Cseljabinszk területi székhelytől 78 km-re (60 km-re?) nyugatra. Vasútállomás a Transzszibériai vasútvonal dél-uráli, Ufa–Cseljabinszk közötti szakaszán. A várostól délre vezet az  „Urál” főút.
Éghajlata kontinentális. Hideg a tél, a januári középhőmérséklet -14,6 C°; száraz és meleg a nyár, a júliusi középhőmérséklet 18,2 C°. A csapadék évi mennyisége 480 mm. 
A város északi részét a katonaság foglalja el (harckocsizók, légvédelmi rakétaezred, nagy gyakorlótér), északkeleten és keleten az ipari zóna húzódik; lakásépítésre, a lakónegyedek bővítésére délkeleten van lehetőség. A település nyugati és északnyugati határán túli,
erdőkkel és hét kis tóval borított rész üdülőterület. Több szanatórium, üdülő, ifjúsági tábor található a közelben, köztük egy gyógyiszapos és klimatikus gyógyhely, Kiszegacs.

## Története
A tó és a helység neve valószínűleg baskír eredetű, jelentése 'tarka tó'. A város elődje egy baskír falu helyén 1736-ban létesített orosz erődítmény volt. Első fatemplomát 1745-ben emelték. Az Orenburgi kormányzóság létrehozása után, 1750–1752-ben Csebarkulból kocsiút épült dél felé, mely biztosította Orenburg ellátását. A Pugacsov-féle felkelés idején, 1774-ben a felkelők elfoglalták az erődítményt, majd visszavonuláskor felgyújtották. 1779-ben az Ilmeni-hegyekben aranyat találtak (a következő évben topázt is), és a vidéken elkezdődött az aranymosással végzett aranybányászat. A vasútvonalon 1892-ben indult meg a forgalom. Csebarkul a 20. század elejéig kozák település maradt.
Az egykori fatemplom helyén 1854-ben épült templomát az 1930-as években bezárták, később az épületet klubnak, mozinak használták, majd az 1960-as években lebontották. Az újjáépített templomot 2007-ben szentelték fel. Az 1950-es években létesített városi sportstadion helyén új  jégkorongstadion épült, melyet 2009-ben nyitottak meg.

## Gazdasága
A szovjet időszakban a település járási székhely, 1951-ben város lett. A világháború idején, 1941-ben a Moszkva környéki Elektrosztal nehézipari kombinát egy részét ide evakuálták. Ebből alakult ki a város legnagyobb ipari létesítménye, a Csebarkuli Kohászati Gyár. 1993-tól Uralszkaja Kuznyica néven részvénytársasági formában működött/működik tovább, napjainkban a Mecsel acélipari vállalatcsoporthoz tartozik. Szerkezeti-, hőálló-, rozsdamentes- és más speciális acélokat, hőálló nikkelalapú- és titánötvözeteket, illetve ezekből készült termékeket állít elő a gépipar több ágazata számára. A város gazdasága és a foglalkoztatottság a gyártól függ, a szociális intézmények és a lakónegyedek hőellátását is a gyár biztosítja. 2014-ben Csebarkult – sok más orosz városhoz hasonlóan – ún. monoprofilú várossá nyilvánították. 
A második legnagyobb iparvállalat, az 1944-ben alapított Csebarkuli Darugyár toronydarukat, pneumatikus és lánctalpas darukat állított elő, saját öntőüzemmel rendelkezett. Privatizáció, csőd és többszörös tulajdonosváltás után, 2017-ben a gyárat felszámolták. Az egykori fémszerkezetek gyára is megszűnt.
Az acéltermelés és tűzálló anyagok gyártása mellett az ipar fontos ágazata az élelmiszergyártás. Az 1970-es évektől kezdve működik a város nagy baromfitelepe és tejfeldolgozó üzeme.